# Metacoryna
Metacoryna is een geslacht van kevers uit de familie bladkevers (Chrysomelidae).
De wetenschappelijke naam van het geslacht werd in 1888 gepubliceerd door Martin Jacoby.

## Soorten
- Metacoryna acobyi Bowditch, 1923
- Metacoryna fulvicollis Jacoby, 1888
- Metacoryna fulvipes Jacoby, 1888
- Metacoryna guatemalensis Jacoby, 1888
- Metacoryna laevipennis Jacoby, 1892
- Metacoryna pretiosa Jacoby, 1892